# La Saison morte
Pour plus de détails, voir Fiche technique et Distribution.
La Saison morte (en russe : Мертвый сезон, Miortvy sezon) est un film d'espionnage soviétique réalisé par Savva Koulich (ru), sorti en 1968. Le film est consacré aux services de renseignement soviétiques pendant la guerre froide. Le prototype du héros principal est le célèbre espion soviétique Konon Molody.

## Synopsis
Dans la station balnéaire de Dargate, un criminel de guerre allemand Dr Hass conçoit la formule d’une arme chimique et s'apprête à la transmettre en Allemagne de l'Ouest. Constantin Ladeinikov, un espion soviétique, travaillant sous couverture, a pour mission de déjouer ses projets. 

## Fiche technique
- Titre : La Saison morte
- Titre original : Мертвый сезон, Miortvy sezon
- Réalisation : Savva Koulich (ru)
- Scénario : Vladimir Weinstock et Aleksander Shlepyanov
- Direction artistique : Evgueni Goukov
- Musique : Andreï Volkonski
- Photographie : Aleksandr Tchetchuline
- Montage : Elena Mironova
- Son : Galina Gavrilova
- Production : Lenfilm
- Pays d'origine :  Union soviétique
- Format : Noir et blanc - 1,66:1
- Genre : film dramatique, film d'espionnage
- Durée : 138 minutes
- Langue : russe
- Date de sortie : 6 décembre 1968

## Distribution
- Donatas Banionis : Constantin Ladeinikov, espion soviétique (voix : Alexandre Demianenko)
- Rolan Bykov : Ivan Savouchkine, acteur, ancien détenu du camp de concentration
- Sergueï Kourilov : général Pavel Botcharov
- Guennadi Youkhtine : capitaine Alekseï Mouraviov
- Bruno Freindlich : général Valéry Batourine
- Ants Eskola : Smith, chef de police (voix : Efim Kopelian)
- Leonhard Merzin : père Mortimer (voix : Armen Djigarkhanian)
- Einari Koppel : Draton, espion soviétique
- Mauri Raus : Greban, agent de Service fédéral de renseignement (voix : Pavel Kachlakov)
- Vladimir Erenberg : Professeur Born / Dr Hass
- Jüri Järvet : Professeur O'Reilly
- Anda Zaice : Catherine, secrétaire
- Svetlana Korkochko : Ellis, propriétaire du restaurant
- Laimonas Noreika : colonel Nicols